# Marie-Anne de Lachassaigne
Marie-Anne-Hélène Broquin de Lachassaigne est une actrice française née le 16 janvier 1747 à Saint-Valery-sur-Somme et morte le 23 juin 1820 à Saint-Mandé.

## Biographie
Elle débute à la Comédie-Française en 1765. 
Sociétaire de la Comédie-Française en 1769. 
Retraitée en 1804.

## Carrière à la Comédie-Française
(Source : Base La Grange et registres numérisée des feux, site de la Comédie-Française)
- 1766 : Phèdre de Jean Racine : Phèdre
- 1766 : Alzire de Voltaire : Alzire
- 1766 : Horace de Pierre Corneille : Camille
- 1766 : Brutus de Voltaire : Tullie
- 1766 : Le Joueur de Jean-François Regnard : Mme Adam
- 1766 : Héraclius de Pierre Corneille : Pulchérie
- 1766 : L'Étourdi de Molière : Hippolyte
- 1766 : Le Légataire universel de Jean-François Regnard : Isabelle
- 1766 : L'École des maris de Molière : Léonor
- 1766 : Amphitryon de Molière : Alcmène
- 1766 : Le Legs de Marivaux : Hortense
- 1766 : L'Homme à bonnes fortunes de Michel Baron : Cidalise
- 1766 : Iphigénie de Jean Racine : Eriphile
- 1766 : Sémiramis de Voltaire : Azéma
- 1766 : Le Mariage forcé de Molière : Dorimène
- 1766 : Le Médecin malgré lui de Molière : Martine
- 1766 : Le Festin de pierre de Thomas Corneille d'après Molière : Pascale
- 1767 : Bérénice de Jean Racine : Phénice
- 1767 : Les Précieuses ridicules de Molière : Madelon
- 1767 : Athalie de Jean Racine : Salomith
- 1767 : Œdipe de Voltaire : Egine
- 1767 : Phèdre de Jean Racine : Panope
- 1767 : Turcaret ou le Financier d'Alain-René Lesage : Mme Jacob
- 1767 : Les Femmes savantes de Molière : Philaminte
- 1767 : Ariane de Thomas Corneille : Nérine
- 1767 : Athalie de Jean Racine : Agar
- 1768 : Amphitryon de Molière : La Nuit
- 1768 : Adélaïde du Guesclin de Voltaire : Taïse
- 1768 : Le Comte d'Essex de Thomas Corneille : Tilney
- 1768 : Iphigénie de Jean Racine : Doris
- 1768 : Alzire de Voltaire : Céphale
- 1768 : Le Misanthrope de Molière : Arsinoé
- 1768 : Les Fourberies de Scapin de Molière : Nérine
- 1768 : Crispin rival de son maître d'Alain-René Lesage : Mme Oronte
- 1768 : Le Légataire universel de Jean-François Regnard : Mme Argante
- 1768 : Le Philosophe sans le savoir de Michel-Jean Sedaine : Mme Wanderck
- 1768 : Bajazet de Jean Racine : Zatime
- 1769 : L'Avare de Molière : Frosine
- 1769 : Tartuffe de Molière : Mme Pernelle
- 1769 : Le Père de famille de Denis Diderot : Mme Hébert
- 1770 : Cinna de Pierre Corneille : Fulvie
- 1770 : Le Dépit amoureux de Molière : Frosine
- 1770 : Mithridate de Jean Racine : Phoedime
- 1771 : Nicomède de Pierre Corneille : Cléone
- 1772 : Andromaque de Jean Racine : Céphise
- 1772 : Bajazet de Jean Racine : Zaïre
- 1772 : Les Plaideurs de Jean Racine : Isabelle
- 1773 : Sganarelle ou le Cocu imaginaire de Molière : La suivante de Célie
- 1774 : Adélaïde de Hongrie de Claude-Joseph Dorat : Orphise
- 1777 : George Dandin de Molière : Mme de Sotenville
- 1777 : Mustafa et Zéangir de Chamfort : Félime
- 1778 : Les Plaideurs de Jean Racine : La comtesse
- 1778 : La Comtesse d'Escarbagnas de Molière : La comtesse d'Escarbagnas
- 1784 : Le Mariage de Figaro de Beaumarchais : Marceline
- 1799 : L'Intrigue épistolière de Philippe Fabre d'Églantine : La sœur